# 高崎市美術館
高崎市美術館（たかさきしびじゅつかん）とは、群馬県高崎市が運営する市立の美術館である。開館は1991年7月。設計は高崎市建築住宅課および群馬県建築設計センター。第4回たかさき都市景観賞を受賞している。

## 概要
- 所在地：〒370-0849 群馬県高崎市八島町110-7
- 開館時間：10:00から18:00まで、金曜日のみ20:00時まで（入館はいずれも閉館30分前まで）
- 休館日：月曜日（祝日・振替休日を除く）、祝日の翌日（土曜日・日曜日・祝日・休日を除く）、展示替期間、年末年始（12月28日から1月4日まで）
- 延床面積：971m2